# 樂易玲
樂易玲（英語：Virginia Lok Yee Ling，1959年7月1日—），人稱「樂小姐」，香港傳媒人，现任電視廣播有限公司助理總經理（藝員管理及發展）、邵氏電影執行董事及總經理。

## 背景
樂易玲於1968年協恩中學附屬小學小六上午校，同年考入協恩中學英文部，1973年中五畢業後曾經留學日本，其先加入佳藝電視，及後於1978年至1982年任職麗的電視，擔任電視劇集助理編導，及後升任為編導。在此期間，亦擔任多部電影的製作統籌及製作經理。
於1983年至1993年，樂易玲任職於電影製作公司，包括邵氏兄弟，擔任製作統籌及監製。於2009年至2015年，樂易玲在任職於無綫電視期間亦擔任多套大型電影製作的監製及製作人。
樂易玲於2003年11月加入無綫電視，擔任藝員科助理總監。2004年5月升任製作資源部副總監，2008年1月升任製作資源部總監，2016年7月升任助理總經理（藝員管理及發展）。

## 感情生活
樂易玲曾經跟鍾鎮濤談戀愛，相戀的日子裏，二人為了方便拍拖而搬到西貢南圍同居。不過不夠一年二人就分手。鍾鎮濤在自傳《麥當勞道》一書中，指前女友樂易玲是其救命恩人，因為當年在電影《表錯七日情》中有張露股照被人在現場偷拍，最後該相落在樂易玲手上，幸而她把照片抽起，否則星途盡毀。
1993年樂易玲與陳君毅婚後育有两子。

## 家庭
樂易玲與陳君毅於1993年結婚，育有兩個兒子Adrian和Ryan。
2018年大年初三，無綫電視一班藝人相約到樂易玲家中拜年，但與過往不同：陳君毅不在家。而2017年10月，樂易玲兒子Ryan曾於社交網站留言「last week my dad breakup the family and despite our despairs, there's still hope...」（上周，我的爸爸令到家庭破裂，儘管我們感到絕望，但仍然有希望......）。因此傳出樂易玲與陳君毅的婚姻破裂。對於Ryan在網上的留言，樂易玲答覆「人生總會有起伏，婚姻也一樣，不會無風無浪的，有問題時便面對它吧」。

## 影視製作

### 電視劇（邵氏兄弟）
- 2018年：《飛虎之潛行極戰》(監製)
- 2018年：《守護神之保險調查》(出品人及總製片)
- 2019年：《飛虎之雷霆極戰》(監製)
- 2020年：《非凡三俠》(監製)
- 2021年：《飛虎之壯志英雄》(監製)
- 2023年：《廉政狙擊》(監製)
- 2025年：《執法者們》(監製)

### 電影
- 2009年：《Laughing Gor之變節》(出品人)
- 2010年：《72家租客》(出品人)
- 2010年：《翡翠明珠》(出品人)
- 2010年：《抱抱俏佳人》(出品人)
- 2011年：《我愛HK開心萬歲》(出品人)
- 2011年：《勁抽福祿壽》(出品人)
- 2011年：《Laughing Gor之潛罪犯》(出品人)
- 2012年：《2012我愛HK喜上加囍》(出品人)
- 2013年：《2013我愛HK恭囍發財》(出品人)
- 2015年：《賭城風雲2》(出品人)
- 2015年：《衝上雲霄》(出品人)
- 2016年：《賭城風雲3》(出品人)
- 2016年：《刑警兄弟》(出品人)
- 2016年：《使徒行者 電影版》(出品人及監製)
- 2018年：《脫皮爸爸》(出品人)
- 2019年：《你咪理，我愛你！》(出品人及監製)
- 2019年：《使徒行者2諜影行動》(出品人及監製)
- 2023年：《無間一戰》(出品人及監製)

### 綜藝
- 2020年：《Tiger's Talk》(出品人)
- 2020年：《有玄就有機》(出品人)
- 2021年：《師父有請》(出品人)
- 2021年：《鬼上你駕車》(出品人)
- 2021年：《鬼上你駕車2》(出品人)
- 2022年：《女王的密令》(出品人)
- 2022年：《鬼上你駕車3》(出品人)
- 2023年：《搵鬼做情人》(出品人)

## 相關
- 無綫電視人員列表

## 外部連結
- 樂易玲的新浪微博
- 樂易玲的Instagram帳戶